# Charles Hardinge

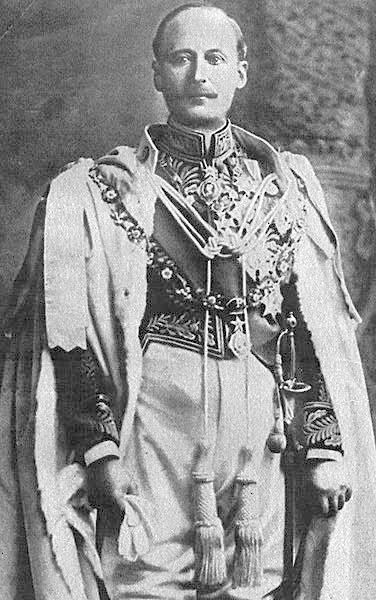
Charles Hardinge.

Charles Hardinge, KG, GCB, GCSI, GCMG, GCIE, GCVO, ISO, PC, DL (20 de junio de 1858 – 2 de agosto de 1944) fue un diplomático y político británico que sirvió como Gobernador General de la India de 1910 a 1916.

## Biografía
Hardinge, nieto de Henry Hardinge, antiguo Gobernador General de la India, fue educado en el Eton College y en el Trinity College de Cambridge. Accedió al servicio diplomático en 1880, convirtiéndose en embajador en Rusia en 1904. En 1906 fue ascendido al puesto de Subsecretario Permanente de Asuntos Exteriores, trabajando, a pesar de su conservadurismo, junto al Secretario de Estado de Asuntos Exteriores, Edward Grey. En 1910, Hardinge fue elevado a la dignidad de Barón, otorgándosele el título de Barón Hardinge de Penshurst, y nombrado por el gobierno de Asquith, Virrey de la India.
Su periodo de mandato fue uno de los más memorables, destacando la visita de Jorge V y la reunión de Delhi de 1911, así como el traslado de la capital desde Calcuta a Nueva Delhi in 1912.
Aunque Hardinge fue objeto de algunos intentos de asesinato por nacionalistas indios, su mandato vivió un buen momento en las relaciones entre la administración británica y los nacionalistas indios, gracias al Acta de Gobierno de la India de 1909, a la propia admiración de Hardinge por Gandhi, y a las críticas del sudafricano a las medidas migratorias anti-indias.
Los esfuerzos de Hardinge fueron de especial valor en 1914 durante la Primera Guerra Mundial. Debido a las mejoradas relaciones entre las colonias, el Reino Unido pudo desplegar casi todas sus tropas en la India así como muchas tropas de nativos en áreas fuera de ella.
En 1916, Hardinge volvió a su antiguo puesto en el Reino Unido, a las órdenes en este caso de Arthur Balfour. En 1920, se convirtió en embajador en Francia antes de su jubilación en 1922.
Lord Hardinge de Penshurt murió en Penshurst, Kent, el 2 de agosto de 1944.
- Datos: Q335903
- Multimedia: Charles Hardinge, 1st Baron Hardinge of Penshurst / Q335903